# Alagnonnette
L'Alagnonnette, aussi appelée l'Igoune, est un ruisseau français qui coule dans le département du Cantal, et la région administrative Auvergne-Rhône-Alpes. C'est un affluent droit de l'Alagnon, donc un sous-affluent de la Loire par l'Allier.

## Hydronymie
Le nom Alagnonnette a été formé avec le nom de la rivière dont elle est l'affluent : « Alagnon » et du suffixe « ette ». Il n'y a pas eu de recherches sur cette création mais il est probable qu'elle date du XIXe siècle, voire peut-être du XXe siècle. En auvergnat elle se nomme Aïgouno, ce qui veut dire « Petite eau ». Ce nom a été francisé en « Igoune » et est couramment utilisé, notamment à Massiac.

## Géographie
L'Alagnonnette naît sur la frange nord des monts de la Margeride, dans le Cantal. Sa source se trouve à 1 039 m d'altitude, aux Finages, sur le territoire de la commune de Lastic et non loin du mont Chapelas.
Sa longueur est de 22,9 km  et son orientation générale va du sud vers le nord. L'autoroute A75 se trouve à environ 6 km à l'ouest et finit par rejoindre sa vallée.
Elle se jette dans l'Alagnon en rive droite à Massiac, à 533 m d'altitude.

### Communes traversés
L'Alagnonnette traverse quatre communes, toutes situées dans le département du Cantal :
- Lastic (source)
- Saint-Poncy
- La Chapelle-Laurent
- Massiac (confluence)

## Affluents et sous-affluents
L'Alagnonnette compte seize affluents référencés qui ont tous moins de dix kilomètres de longueur. Quatre affluents, (le Cérou,  le Mardansou, le Malavar et le Chauvette) apparaissent au rang 2 dans la classification de Strahler. Sa zone hydrographique est référencée K254 par le SANDRE « L'Alagnonnette & ses affluents »,,.
| Affluents                              | sous-affluents           | rive   | Référence SANDRE | Longueur approximative |  |        |          |      |
| -------------------------------------- | ------------------------ | ------ | ---------------- | ---------------------- |  | ------ | -------- | ---- |
| Affluents                              | sous-affluents           | rive   | Référence SANDRE | Rasa du Crouzy         |  | droite | K2548500 | 2 km |
| Rasa des Chanels                       |                          | droite | K2548450         | 1 km                   |  |        |          |      |
| Rasa de Prugnes                        |                          | droite | K2548400         | 1 km                   |  |        |          |      |
| Ruisseau de Marange                    |                          | gauche | K2548300         | 2 km                   |  |        |          |      |
| Ruisseau de Cérou                      |                          | gauche | K2547300         | 9 km                   |  |        |          |      |
|                                        | Ravin de la Sagne        | gauche | K2548250         | 1 km                   |  |        |          |      |
|                                        | Ravin de Pradal          | gauche | K2548200         | 1 km                   |  |        |          |      |
|                                        | Ravin du Poux            | droite | K2547900         | 1 km                   |  |        |          |      |
|                                        | Ravin de Bouiri          | droite | K2547800         | 1 km                   |  |        |          |      |
|                                        | Ravin des Soulages       | droite | K2547700         | 2 km                   |  |        |          |      |
|                                        | Ravin de la Belette      | gauche | K2547500         | 1 km                   |  |        |          |      |
| Ruisseau de Sautemouche                |                          | gauche | K2545300         | 5 km                   |  |        |          |      |
| Ravin de Sabatey                       |                          | droite | K2546900         | 1 km                   |  |        |          |      |
| Ravin de Griffoulade                   |                          | droite | K2546850         | 1 km                   |  |        |          |      |
| Ruisseau de Berdalandre ou Bardalanche |                          | droite | K2546800         | 2 km                   |  |        |          |      |
| Ruisseau de Samientet                  |                          | droite | K2546500         | 2 km                   |  |        |          |      |
| Ruisseau de Chauvette                  |                          | droite | K2546000         | 2 km                   |  |        |          |      |
|                                        | Ravin de Ruiret          | droite | K2546100         | 1 km                   |  |        |          |      |
| Ravin de Loubaresse                    |                          | droite | K2545700         | 1 km                   |  |        |          |      |
| Ruisseau de Chalissard                 |                          | droite | K2545600         | 3 km                   |  |        |          |      |
| Ravin de Lacombe                       |                          | droite | K2545400         | 1 km                   |  |        |          |      |
| Ravin de Champoulet                    |                          | droite | K2545100         | 1 km                   |  |        |          |      |
| Ruisseau de Mardensou                  |                          | gauche | K2544800         | 4 km                   |  |        |          |      |
|                                        | Ruisseau de la Vaissière | gauche | K2545000         | 1 km                   |  |        |          |      |
| Ruisseau de Malavar                    |                          | gauche | K2544500         | 4 km                   |  |        |          |      |
|                                        | Ruisseau de Lignerolles  | gauche | K2544600         | 1 km                   |  |        |          |      |
| Ruisseau de la Crosse                  |                          | droite | K2544400         | 1 km                   |  |        |          |      |
| Ruisseau de Clavière                   |                          | droite | K2544300         | 1 km                   |  |        |          |      |
| Ruisseau des Pradets                   |                          | droite | K2544100         | 1 km                   |  |        |          |      |

## Hydrologie
le régime hydrologique de la rivière est de type pluvio-nival.

### Contexte climatique
Le climat de l'est du Cantal est nettement plus sec que dans les autres parties du département. Après s’être déchargées sur les reliefs situés plus à l'ouest, les perturbations sont affaiblies (effet de Foehn) et, malgré de nombreux orages de mai à septembre, les cumuls pluviométriques chutent ; à Massiac il se réduit à 60 cm par an. Toutefois, la source de la rivière se trouve sur le site de Lastic, qui, par la conjonction d’expositions favorables, constitue une enclave humide avec 120 cm. La neige est plus fréquente qu’abondante (froid généralement sec), mais peut tenir au sol plusieurs semaines de suite, voire plusieurs mois sur les monts de la Margeride situés à la limite de la Haute-Loire et climatiquement plus proches de ce département que des autres montagnes cantaliennes.

### L'Alagnonette à Massiac
L'Alagnonnette est une rivière assez peu régulière, à l'instar de la plupart des cours d'eau du massif central, et avant tout de l'Alagnon et de l'Allier. Son débit a été observé depuis le 1er janvier 1969 , à Massiac, localité située au niveau de son confluent avec l'Alagnon, à 549 m d'altitude. L'aire étudiée est de 66,2 km2 et correspond à la totalité du bassin versant de la rivière.
Le module de l'Alagnonnette à Massiac est de 0,568 m3/s.
La rivière présente des fluctuations saisonnières de débit bien marquées, comme très souvent dans le bassin de la Loire ainsi que dans le massif central. Les hautes eaux se déroulent en hiver et se caractérisent par des débits mensuels moyens allant de 0,805 à 0,997 m3/s, de décembre à mai inclus (avec un maximum assez net en février). En juin le débit diminue fortement (0,531 m3/s), ce qui mène rapidement aux basses eaux d'été qui ont lieu de juillet à septembre inclus, entraînant une baisse du débit mensuel moyen allant jusqu'à 0,090 m3/s au mois d'août (90 litres par seconde). Mais ces moyennes mensuelles occultent des fluctuations bien plus prononcées selon les années ou sur de courtes périodes.

### Étiage ou basses eaux
À l'étiage, le VCN3 peut chuter jusque 0,002 m3/s (2 litre/s), en cas de période quinquennale sèche, ce qui est extrêmement sévère, le cours d'eau étant ainsi presque à sec.

### Crues
Les crues peuvent être assez importantes, compte tenu de la petitesse du bassin versant, sans atteindre cependant les sommets que l'on retrouve dans la partie occidentale (armoricaine) du bassin ligérien (Hyrôme, Sèvre nantaise, etc.), ni les sommets cévenols. Les QIX 2 et QIX 5 valent respectivement 7,2 et 12,0 m3/s. Le QIX 10 est de 14,0 m3/s, le QIX 20 de 17,0 m3/s, tandis que le QIX 50 se monte à 21 m3/s. Le QIX 100 n'a pas encore pu être calculé vu la période d'observation de seulement 50 ans.
La hauteur maximale instantanée est de 155 cm ou encore 1,55 m le 5 novembre 1994.
Le débit instantané maximal enregistré à Massiac a été de 24,5 m3/s le 4 décembre 2003, tandis que la valeur journalière maximale était de 16,9 m3/s le même jour. Si l'on compare la première de ces valeurs 24,5 m3/s à l'échelle des QIX de la rivière, cette crue était bien plus importante que la crue cinquantennale définie par le QIX 50, et donc tout à fait exceptionnelle.
La station hydrométrique a été fermée à la suite de l'audit SCHAPI.

### Lame d'eau et débit spécifique
L'Alagnonnette est une rivière modérément abondante. La lame d'eau écoulée dans son bassin versant est de 271 millimètres annuellement, ce qui est inférieur à la moyenne d'ensemble de la France, ainsi qu'à la moyenne du bassin de l'Allier (326 millimètres/an au bec d'Allier). Le débit spécifique atteint de ce fait 8,6 litres par seconde et par kilomètre carré de bassin.

## Organisme gestionnaire
L'organisme gestionnaire de la rivière est le Syndicat interdépartemental de gestion de l'Alagnon et de ses affluents (SIGAL), il a ses bureaux à Massiac,. Un SAGE de l'Alagnon a été élaboré à partir de 2009 et a été approuvé le 30 septembre 2019.

## Écologie de la rivière

### Analyse du SAGE Alagnon
« Le bilan en oxygène des eaux de l’Alagnonnette apparaît relativement bon. Une légère désoxygénation des eaux est responsable du non-classement en très bonne qualité. Toutefois, depuis 2006, une dégradation significative s’est engagée. Les teneurs et le taux de saturation des eaux en oxygène deviennent limitantes au bon fonctionnement de l’écosystème ».
« Les eaux de l’Alagnonnette sont atteintes d’une pollution chronique d’origine agricole et domestique. Des concentrations excessives en nitrates, ammonium et matières phosphorées ont été relevées aussi bien en amont qu’en aval du bassin. Egalement, la présence de nitrites témoigne d’un disfonctionnement [sic] du milieu. Une dégradation de la qualité des eaux en 2009 par des rejets riches en ammonium est apparue au droit de Massiac. De bonne qualité depuis 2004, elle devient moyenne en 2009. Cette dégradation reste à confirmer ».
« L’Alagnonnette présente une qualité généralement moyenne à bonne. Une très légère amélioration s’opère entre Saint-Poncy et Massiac. Sur la période de 2002 à 2009, la qualité des peuplements de macroinvertébrés est restée relativement stable au niveau de Saint-Poncy. Sur Massiac, une amélioration de la qualité est sans cesse observée, passant de moyenne en 2003 à très bonne en 2009 ».
« L’Alagnonnette présente une qualité diatomique très variable même si globalement une très légère amélioration s’opère entre Saint-Poncy et Massiac. Sur la période de 2002 à 2009, l’indice diatomique s’est continuellement amélioré. Mauvais en 2003, il devient bon à Saint-Poncy et moyen en aval de Bonnac en 2007. Cette tendance reste toutefois fragile. En 2009, les diatomées polluo-sensibles laisses à nouveau leur place à d’autres N-hétérotrophes sur le secteur de Massiac. La qualité redevient médiocre ».
« A l’image de l’Arcueil, le cours de l’Alagnonnette est très dégradé à l’exception des zones de gorges. Sur la partie amont, les écoulements sont peu diversifiés, les berges fortement piétinées s’érodent d’autant plus facilement que la ripisylve est généralement absente ou discontinue. A niveau de Massiac, l’Alagnonnette a été recalibrée et canalisée par des enrochements rendant les habitats piscicoles très peu attractifs. La végétation de ses berges est souvent peu diversifiée et discontinue ».